# Promítací stroj

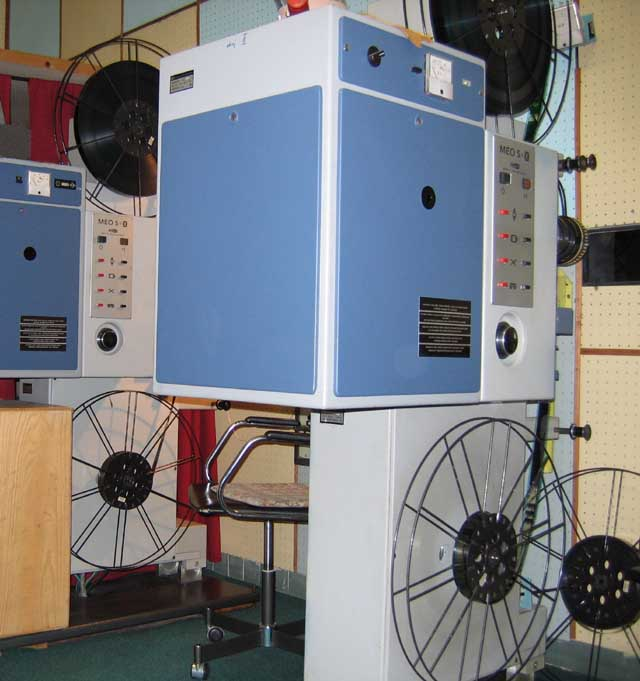
Soustava dvou promítacích stojů Meo 5 se založeným filmem připravena k projekci (na snímku cívky na 1800 m filmu)

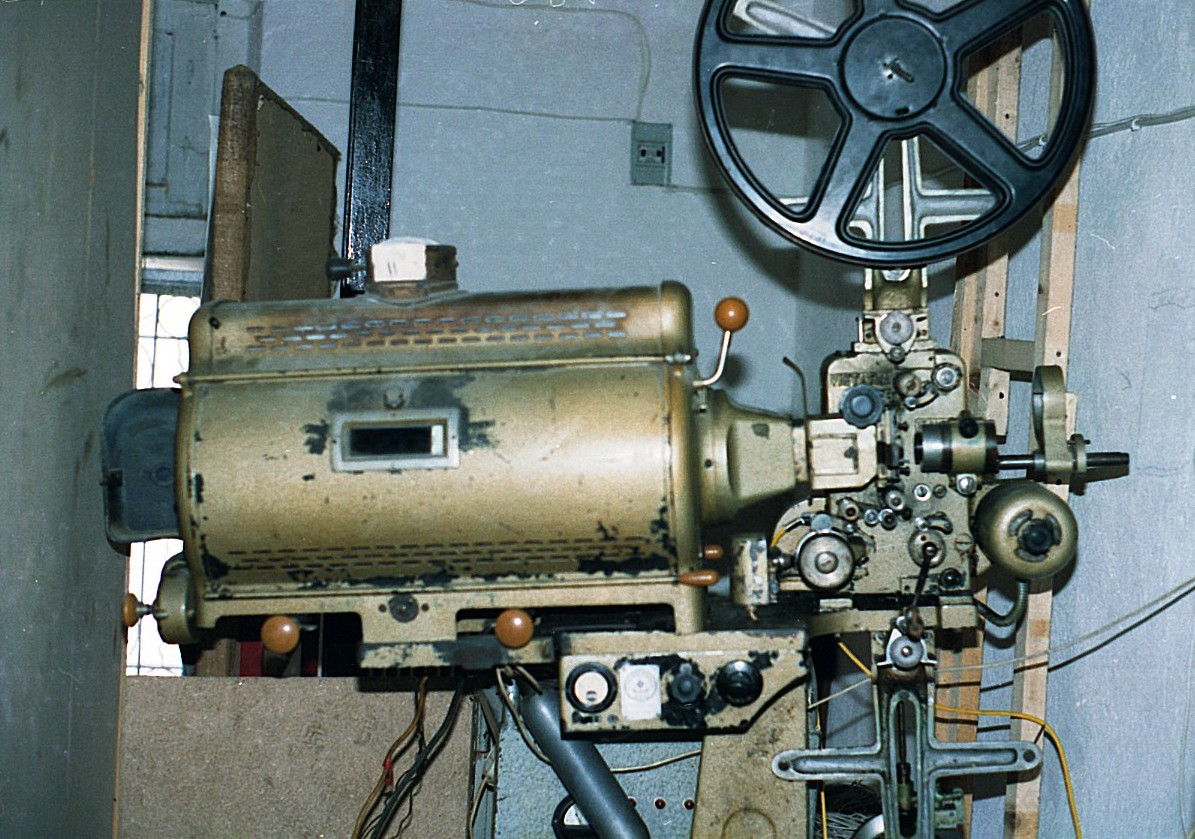
Historická promítačka

Promítací stroj, filmový projektor, nebo též promítačka, je zařízení které umožní sledovat filmy natočené na analogový filmový materiál. Využívá vlastností doznívání zrakového vjemu lidského zraku a psychologické zkušenosti o průběhu pohybů ve skutečnosti, jedná se o fyziologický jev označovaný jako setrvačnost lidského oka.
Vjem plynulého jasu vzniká dozníváním na sítnici oka. Je tím dokonalejší, čím vyšší je kmitočet změn světlo-tma. Normálně se promítá 24 – 25 obrazových polí za sekundu. Kmitočet promítání je zdvojován dalším přerušením světelného toku v době, kdy se film v okeničce promítačky nepohybuje. Tím se dosahuje dvojnásobného počtu obrazových změn, tedy 48 až 50 za sekundu. Každý obrázek na filmu je tak promítnut dvakrát po sobě.

## Základní součásti promítacího stroje
Popis se týká stabilních p.s. s uzavřenou konstrukcí (současné promítačky v kinech)
- Pohonný elektromotor většinou na třífázový střídavý proud. (v začátcích kinematografie se točilo klikou)
- Rozvod hnací síly. Používají se různé druhy rozvodů. Královský hřídel, ozubená kola, ozubené řemeny. Dbá se především na provozní spolehlivost, trvanlivost a nehlučnost
- Pohybující se části mechanismu. Ozubené válečky, strhovací mechanismus, Maltézský kříž, otáčivá závěrka, navíjecí spojka, zubové olejové čerpadlo. Nejvíc namáhané části jsou uzavřeny v těsné skříni a mazány tlakovým olejem.
- Lampová skříň se zdrojem světla
- Optická soustava
- Zvuková soustava

## Světelný zdroj

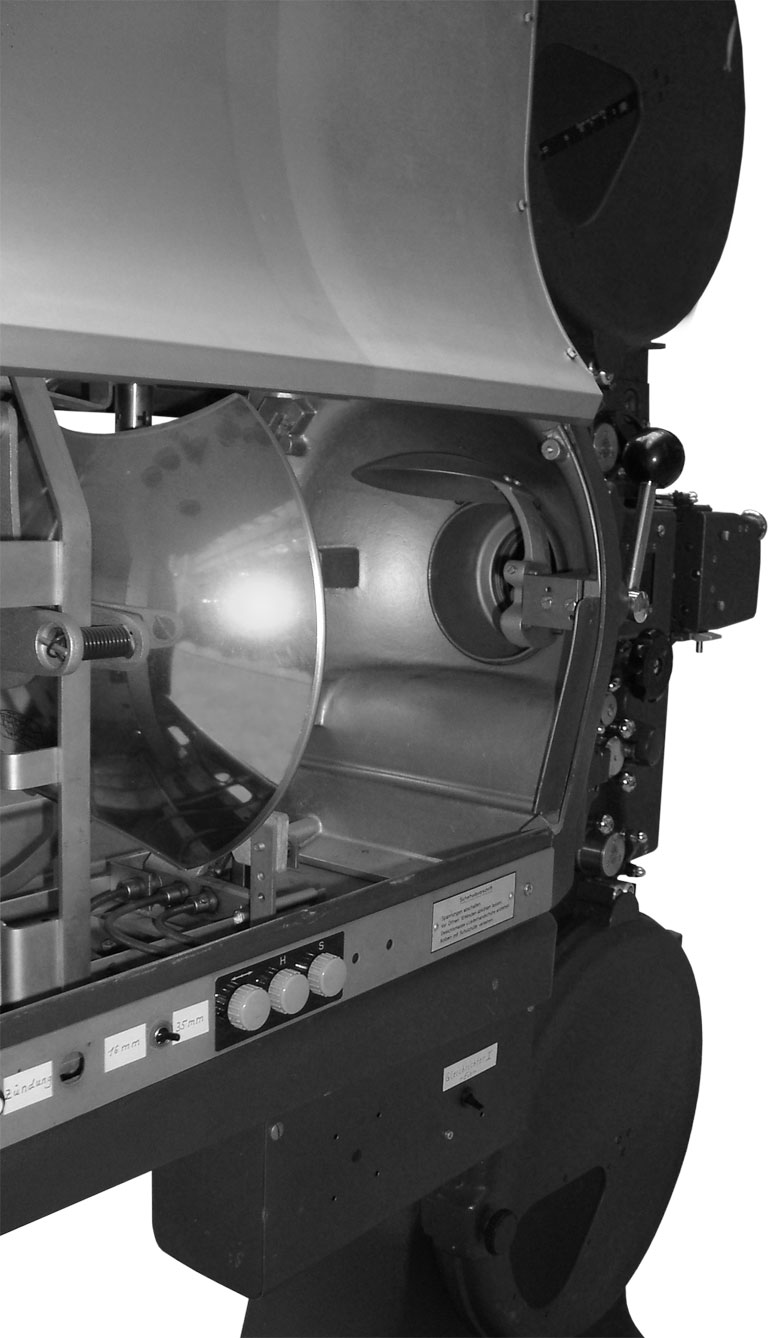
Otevřená lampová skříň projektoru Emmeman. Projektor pracuje s obloukovým zdrojem světla, dobře patrné je kulové zrcadlo (vlevo) a sklápěcí pomocné zrcátko s ovládací páčkou. Ovladači dole se nastavuje rychlost posunu uhlíků

- Moderní promítačky určené k projekci v kinosálech používají téměř výlučně xenonové výbojky. Baňka výbojky z taveného křemene s pevně nastavenými wolframovými elektrodami je naplněna plynem xenonem pod tlakem 8-10 atmosfér. Při provozu tlak stoupá na 25-30 atm. Zdrojem světla je oblouk mezi elektrodami. Zážeh oblouku obstarává vysokofrekvenční vysokonapěťový impuls zapalovacího zařízení, tvořící ionizovanou cestu. Nezbytnou součástí je soustava teplopropustného interferenčního zrcadla s pomocným zrcátkem a dobře odvětraná lampová skříň. Větrání je zajištěno silným ventilátorem, odvádějícím nahřátý vzduch a ozón, produkovaný výbojkou. Výbojka je současně i zdrojem ultrafialového záření, skříň je proto vybavena mechanickým blokováním, znemožňujícím její otevření za chodu světelného zdroje.
- Přenosné promítací přístroje používaly speciální žárovky s dlouhým tlustým vláknem, později výlučně halogenové. Promítací žárovky starších typů bylo nutno adjustovat vůči optické soustavě pomocí dutých zrcadel tak, aby obraz vláken co nejlépe vyplňoval okeničku filmového okénka a současně se paprsky, odražené od kulového zrcadla neodrážely na samotné vlákno (v takovém případě došlo k rychlému přehřátí vlákna). Novější žárovky jsou předjustovány z výroby a v optické soustavě jsou fixovány pomocí nezáměnné patice, zajišťující jejich definovanou polohu vůči optické ose a okeničce.
- Zdroje světla s uhlíky (oblouková lampa) pracovala s dvojicí uhlíkových tyčinek („uhlíků“) nestejné tloušťky, posouvané pomocí dvojice synchronních motorků a dvou vřeten, nebo (u starších strojů) hodinovým mechanismem. Zdrojem světla byl elektrický oblouk o nízkém napětí, hořící mezi tyčinkami, konkrétně pak místo na čele kladného uhlíku, zvané kráter. Pro zamezení možného poškození držáků a vysokému proudu byly uhlíky opatřeny měděným povlakem. Modernější projektory byly vybaveny pomocnými elektromagnety, formujícími obloukový výboj do tvaru, co nejlépe odpovídajícího okeničce – tím byl zajištěn vyšší světelný tok a rovnoměrnější prosvětlení plochy filmového okénka. Do směsi byly přidávány prvky vzácných zemin a lehkých kovů pro zvýšení stability hoření oblouku a dosažení lepšího spektrálního složení produkovaného světla. Spaliny těchto uhlíků byly velmi toxické. Stroje s obloukovým zdrojem měly lampovou skříň částečně mechanicky oddělenou od mechanické části z důvodů vysoké teploty, obloukem produkovaného ultrafialového záření a vznikajících spalin z hoření uhlíků. Ze stejných důvodů byla lampová skříň vybavena intenzivním odvětráváním do vzduchotechnického kanálu.

## Promítací mechanismus

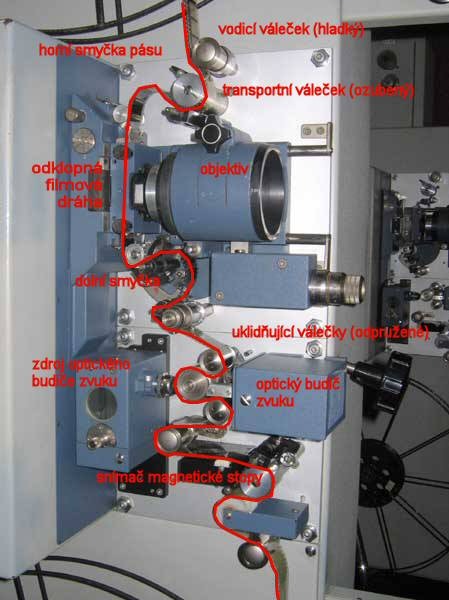
Meo 5 - mechanismus

Promítací mechanismus je tvořen navíjecí a odvíjecí cívkou (ta je vybavena třecí brzdou, bránící nekontrolovanému rozvinutí pásu), transportními a vyrovnávacími válečky, filmovou dráhou s okeničkou, vodítky a odpruženými přítlačnými prvky, drapákem a drapákovým mechanismem u přenosných přístrojů, strhovacím mechanismem u profesionálních přístrojů (obvykle maltézský kříž , přímo mechanicky spojený s prvním ozubeným tažným válečkem na výstupu filmu z okeničky), závěrkou a dalšími pomocnými mechanismy.
Mechanicky nejnáročnější součástí je konstrukce filmové dráhy spolu se strhovacím mechanismem. Jejím úkolem je 24 × za sekundu přesunout film o rozteč jednoho políčka a ustálit jej do úplného klidu. K tomuto účelu se používá systému vedení filmového pásu s volnými smyčkami či soustavou tlumících (vyrovnávacích) válečků, vytvářejících volné úseky pásu, umožňující strhovacímu mechanismu posouvat pás s minimálním mechanickým namáháním.

## Optická soustava
Optická soustava má dvojí účel – soustředí světlo světelného zdroje do okeničky a prosvětluje tak film a zajišťuje promítnutí obrazu na plátno bez tvarového a barevného zkreslení. Tvořena je kondenzorem (v podobě soustavy čoček a dutých zrcadel) a objektivem, který může být vybaven anamorfotickou předsádkou. Stacionární projektory mívají objektivy výměnné, umístěné do stahovací objímky či osazené na karuselu, zajišťujícím jejich rychlou výměnu.
Objektiv projektoru se pohybuje ve dvou konstrukčních osách. Svislý pohyb (paralelně s filmovou dráhou) umožňuje nastavení obrazu tak, aby byl zobrazen obraz filmového okénka, nikoliv dělení okének, pohybem v kolmé ose (předozadní) se provádí zaostření. Mechanika objektivu bývá opatřena aretačním prvkem, zabraňujícím ztrátě nastavení v důsledku mechanických rázů a vibrací.
Optická soustava světelného zdroje je v současné době tvořena převážně vysoce odrazivými zrcadly s interferenční odraznou vrstvou, umožňujícími využívat velkou část světelného toku zdroje.

## Zvuková soustava

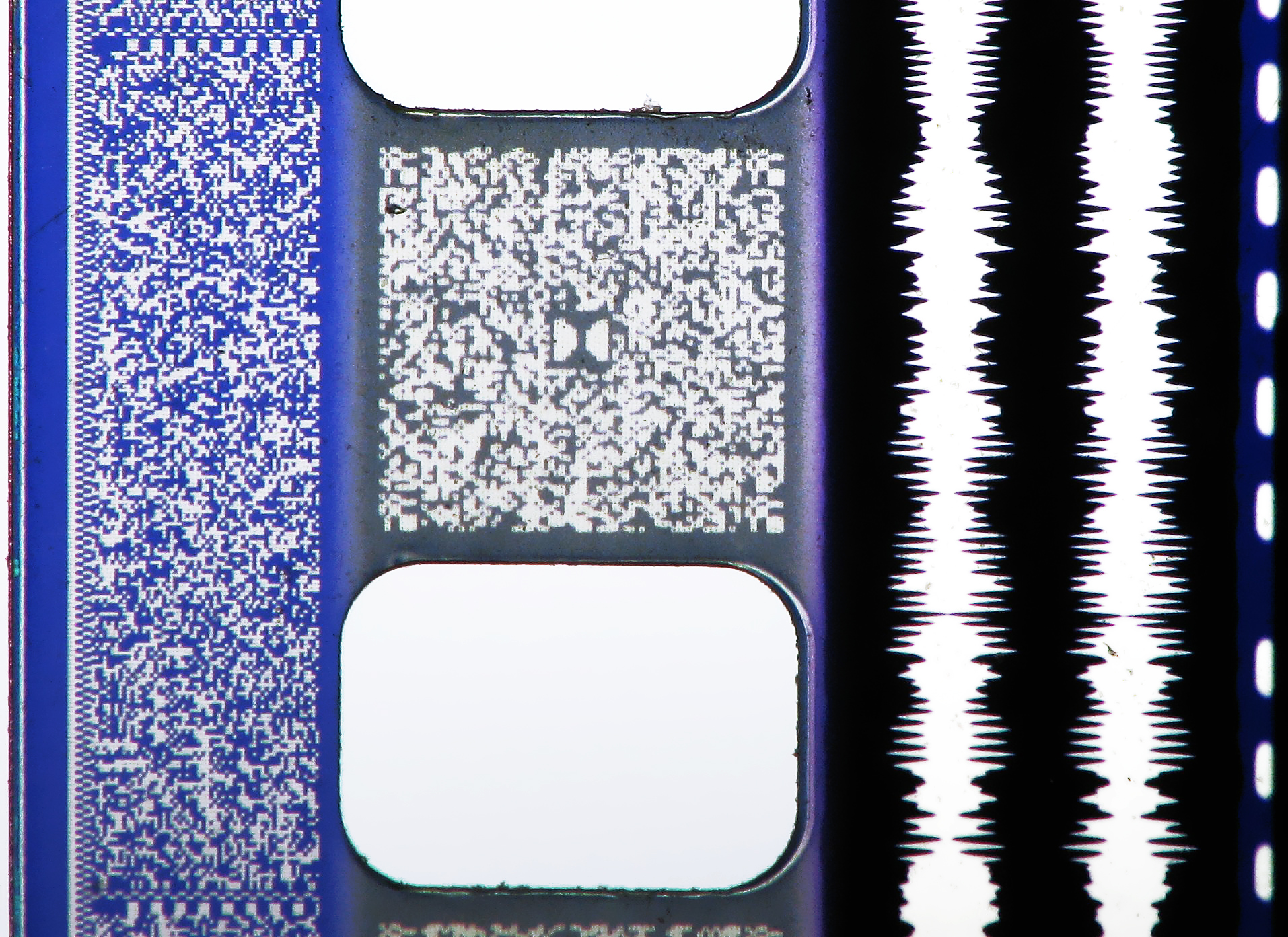
35 mm. film s optickou zvukovou stopou (torzo)

S nástupem zvukového filmu (počátek 30. let 20. století) museli konstruktéři řešit problém. V rovině objektivu se filmový pás pohybuje trhaně, přes snímač zvuku musí procházet co možná nejplynuleji. Odchylky od rovnoměrného posuvu výrazně zhoršují kvalitu zvuku. Řešením byl těžký setrvačník se soustavou kladek:
- Za okeničkou a strhovačem film prochází uklidňovacím zařízením smyčky filmu. Je to soustava tlumicí a přítlačné kladky, která zachycuje kmitavý pohyb pásu a převádí jej na plynulý
- Přes pomocné kladky se film dostane k optickému (dříve i magnetickému) budiči zvuku. Film je přes výkyvnou kladku – která vyrovnává nepravidelnosti pohybu filmu – opásán (více než 180°) kolem hladkého válečku bez ozubení. Ten je upevněn na společné ose s těžkým setrvačníkem. Odborný termín je otáčivá dráha optického budiče zvuku.
- Snímací optika budiče zvuku promítá na část filmu, kde je umístěn zvukový záznam, ostře osvětlenou snímací plošku. Má délku 2,2mm. a šířku 0,02mm. Na přesném seřízení této plošky je závislá kvalita zvuku. Tohoto systému se využívá zejména u projektorů na 16 mm film.

Projektory na kinofilm 35 mm mají zdroj světla s optikou soustřeďující světelný tok na zvukovou stopu filmu, zde je však důležité jen to, aby v celé šířce stopy bylo prosvícení rovnoměrné. Těleso mikrooptického snímače obsahuje vlastní objektiv, který obraz zvukové stopy promítá zhruba dvacetkrát a víckrát zvětšený na clonku s tenkou štěrbinou, za kterou teprve je světlocitlivý prvek. Takový snímač má na boku okénko umožňující vizuální kontrolu, zda se skutečně snímá jen zvuková stopa, aby nebyla rušená ani obrazovými políčky, ani perforací. Mikrometrický šroub umožňuje operátorovi provést stranovou korekci snímání zvukové stopy. Seřízení kolmosti štěrbiny ke směru pohybu filmu je mimořádně důležité a provádí se za pomoci etalonového filmu.
- Pak světlo dopadá na fotonku či světlocitlivý čip. Elektronika pak převede světlo na zvukový signál.

## Rozdělení promítacích strojů
- Přenosné – na 8 mm a 16 mm – film, oba formáty téměř upadly v zapomnění s nástupem videotechniky, používají se jen velmi zřídka a ojediněle.
- Stabilní – převážně na 35 mm nebo 70 mm film jsou používané ve stálých kinech a bývají robustní konstrukce s vysokým světelným tokem. Slouží v kinech, kde doposud jsou schopny odolat konkurenci digitálního videa.[zdroj?] Jejich předností je velké filmové plátno a jím umocněný prožitek.

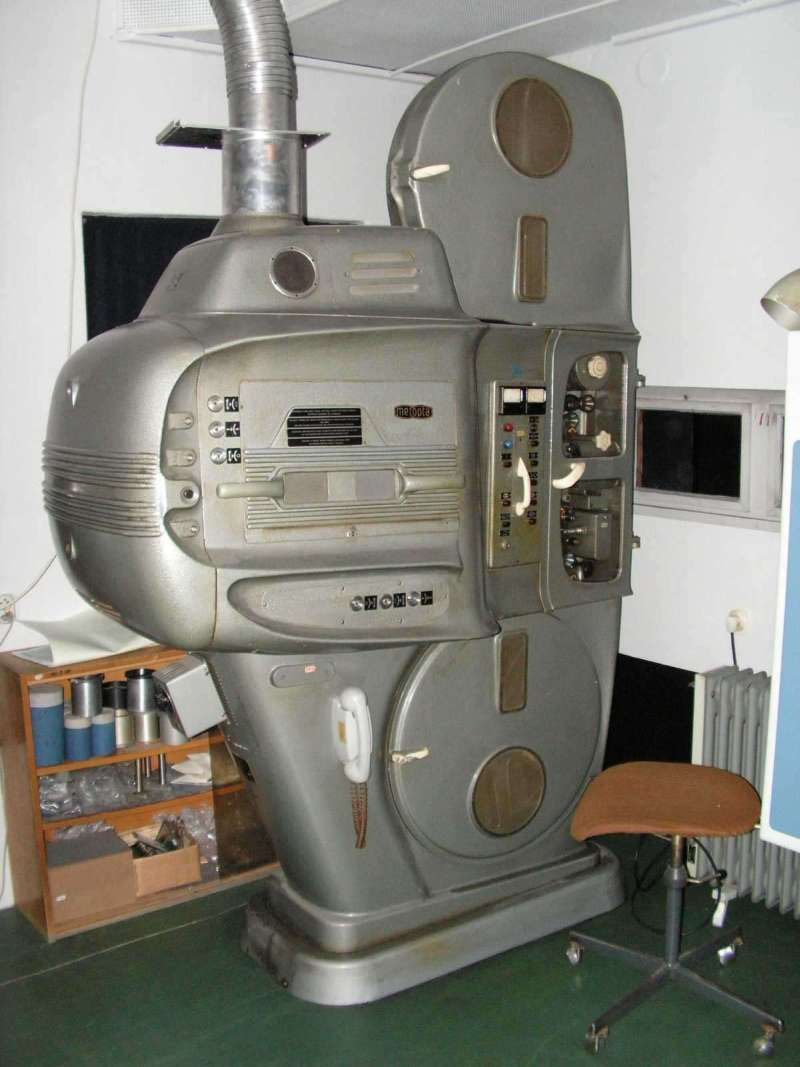
Univerzální stabilní promítací stroj Meopton UM 70/35 (rok výroby 1969)